# 傳媒工作者
傳媒工作者，泛指從事各種傳媒工作的專業人士，包括電台、電視、電影、舞台劇、司儀、公共關係、唱片、報紙、雜誌、書籍出版等的台前幕後人員，但是不包括幕後佈景三行、文字印刷技工、期刊分銷及零售的報販和司機等。

## 地域差異
在香港，傳媒工作者屬於知識份子一部份，舊稱「文化界」。在民主社會，他們有言論自由的權利。
在臺灣，傳媒工作者一詞不常見，較多使用媒體人，其指涉對象則多半是電視、電臺、報紙等大眾傳媒領域工作者；電影、舞臺劇較常使用表演工作者稱呼之；雜誌、書籍出版領域工作者則被稱為文字工作者。